# Теобальд, Фредерик Винсент
 Фредерик Винсент Теобальд (англ. Frederick Vincent Theobald) (1868 — 6 марта 1930) — английский энтомолог.
Теобальд был автором обширной монографии в шести томах о двукрылых (Diptera), монографии о комарах мира (Culicidae) (1901—1910). Его коллекции хранятся в Глазго. В частности, описал семейство Glossinidae (1903), в которое входит африканская муха цеце.

## Публикации
- An account of British flies (Diptera) , E. Stock: London. 1892.
- The mosquitoes or Culicidae of Jamaica, Institute of Jamaica: Kingston. 1905
- A Monograph of the Culicidae of the World, 1907
- A text-book of agricultural zoology, William Blackwood: Edinburgh & London. 1899.